# Markus Norwin Rummel
Markus Norwin Rummel (* 1990 in Berlin) ist ein deutscher Arrangeur, Komponist, Musikproduzent und Songwriter.

## Leben
Markus Rummel wurde 1990 in Berlin geboren. In seiner Kindheit und Jugend bekam er Klavier-, Cello- und Gesangsunterricht und spielte in ersten Bands. Nach dem Abitur studierte er 2011 an der staatlichen Hochschule für Musik Trossingen. 2012 wechselte er an das Institut für Musik der Hochschule Osnabrück, wo er sein Studium 2017 mit dem Bachelor of Arts abschloss.
Als Komponist, Musikproduzent und Songwriter arbeitete Rummel unter anderem bereits mit Kerstin Ott, Semino Rossi und Ben Zucker.

## Diskografie (Auswahl)
Als Autor oder Produzent war Rummel tätig für Künstler wie:
- Andrea Berg
- Ben Zucker
- Carolin Kebekus
- Daniel Aminati
- Die Fantastischen Vier
- Dorthe Kollo
- Howard Carpendale
- Kerstin Ott
- Maite Kelly
- Matthias Reim
- Matthias Schweighöfer
- Roland Kaiser
- Schlagerkids
- Semino Rossi

Eigene Projekte
- 2019: Bunte Kinderlieder (als Rummelplatz; Zoundr)[3]
- 2019: Zwischen Gestern und Morgen (als Norvin; D7)